# 楊芝
楊芝（？—1806年），號蕙畹，又號蘭坡，廣東潮州府揭陽縣桃山都洋淇鄉人，清朝嘉慶年間官員。進士出身。

## 生平
楊芝幼年喪父，由其兄楊萌撫養教誨。乾隆六十年（1795年）中舉人，嘉慶七年（1802年）中式壬戌科二甲進士。以知縣即用。奉命前往廣西任職，其兄隨往，凡事都秉命而行。代理潯州府通判，勤政愛民。嘉慶十一年（1806年），任武緣縣知縣。不久，有命案發生，需要楊芝親自前往鄉里驗看。其兄認為案情重大，早起就催促他儘快前往。當時楊芝正患痰疾，身體不適，但兄長嚴厲，不敢遲疑，於是帶病出行，往返經日，途中又遭瘴氣感染，舊病增重，回官署後數日即卒。
楊芝上任未久，身後蕭然，幸虧上司及同僚資助，遺體才得以回鄉安葬。光緒《揭陽縣續志》有傳。

## 外部連結
- 洋淇十八乡记述 潮汕楊氏網

| 官衔          | 官衔                                        | 官衔          |
| ------------- | ------------------------------------------- | ------------- |
| 前任： 熊如洵 | 廣西思恩府武緣縣知縣 嘉慶十一年（1806年）任 | 繼任： 高廷樞 |